# Serhij Kozycki
Serhij Kozycki, ukr. Сергій Козицький, pol. Sergiusz Kozicki (ur. 8 października?/20 października 1883 we Włodzimierzu Wołyńskim, zm. 10 stycznia 1941 w Ostrogu) – ukraiński działacz społeczny na Wołyniu, nauczyciel w szkole ludowej, poseł na Sejm I kadencji (1922-27), senator RP II kadencji (1928-30).

## Życiorys
Syn Aleksandra i Anny z d. Kwiatkowskiej. Ukończył  seminarium nauczycielskie w Chełmie (1902), Instytut Nauczycielski w Moskwie (1911), pięć semestrów filozofii i literatury na Ukraińskim Uniwersytecie Państwowym w  Kamieńcu Podolskim (1918-20).
W  latach 1918-19 komisarz oświaty Ukraińskiej Republiki Ludowej (URL)  na  powiat kamieniecki. Po upadku państwowości URL i traktacie ryskim od 1921 nauczyciel ludowy na Wołyniu, 1922-27 rolnik i nauczyciel w Michałkowicach w powiecie zdołbunowskim.
W wyborach do Sejmu I kadencji (grudzień 1922)  uzyskał mandat z listy nr 16 (Blok Mniejszości Narodowych) w okręgu wyborczym 58 (Krzemieniec).  Członek Klubu Ukraińskiego (od 1926 prezes klubu). Pracował w komisji oświatowej Sejmu. Współautor projektu ustawy o nadaniu statusu legalnych uczelni państwowych: tajnemu Uniwersytetowi Ukraińskiemu i  tajnej Politechnice Ukraińskiej, działającym we Lwowie. Autor ponad 190 interpelacji w sprawach  Ukraińców w RP.
Jeden z organizatorów partii Sel-Sojuz, następnie (X. 1926) wszedł do Sel-Rob, gdzie był reprezentantem kierunku prawicowego,  członkiem ścisłego komitetu partii i jej sekretarzem. Jeden z przywódców frakcji Sel-Rob w ramach Ukraińskiej Frakcji Parlamentarnej w I kadencji Sejmu.  Po rozłamie w Sel-Rob (1927) jeden z przywódców „Sel Rob-Prawicy”, przeciwnej współpracy z komunistami.  We wrześniu 1927 z innymi posłami Sel-Rob-Prawicy opuścił Klub Ukraiński i założył osobny klub.
W wyborach parlamentarnych  w 1928 roku uzyskał mandat  do Senatu RP z listy nr 8 (Sel-Rob) (województwo wołyńskie).
Prezes „Proswity” w Ostrogu, działacz ukraińskich instytucji kulturalno-oświatowych i społecznych na Wołyniu, zwłaszcza w powiecie dubieńskim. Badacz ludowych pieśni ukraińskich z Wołynia i Chełmszczyzny.
Po przedterminowym rozwiązaniu Sejmu i Senatu II kadencji przez Prezydenta RP Ignacego Mościckiego (30 sierpnia 1930), po utracie immunitetu, w trakcie kampanii wyborczej do Sejmu i Senatu nowej kadencji (tzw. wybory brzeskie) aresztowany i  listopadzie 1930 skazany przez sąd w Równem na 18 miesięcy więzienia za działalność antypaństwową. 23 czerwca 1931 odbyła się  kolejna rozprawa, w trakcie której oskarżony został o wygłoszenie podburzającego przemówienia w czasie wiecu wyborczego w maju 1930. Skazany na rok ciężkiego więzienia, z zaliczeniem pobytu w areszcie, po rozprawie wypuszczony za kaucją.
Zrezygnował z działalności politycznej. W 1938 został diakonem w jednej ze wsi w powiecie łuckim.